# Libnotes (Goniodineura) perparvula
Libnotes (Goniodineura) perparvula is een tweevleugelige uit de familie steltmuggen (Limoniidae). De soort komt voor in het Oriëntaals gebied.